# The Hawaiians (Band)
The Hawaiians sind eine deutsche Pop-Punkband aus Westerkappeln in Nordrhein-Westfalen, Deutschland.

## Geschichte
Die Band wurde 2000 von Paul Hawaiian (Gesang, Schlagzeug), Beppo Hawaiian (Gesang, E-Gitarre) und Juke Hawaiian (Bass, Gesang) gegründet. Die Musik der Hawaiians lässt sich als minimalistischer Poppunk im Stil der Ramones beschreiben, wobei von Anfang an deutliche Einflüsse von 1950’s Rock’n’Roll und 1960’s Surf mit einflossen. In den Texten geht es häufig um Hawaii-Klischees (Back to Hawaii, Do the Waikiki, Hawaiian Fun), die Surf-Kultur (Cherry’s on a Wave, Waikiki Playbat Club), aber auch um Weltraumabenteuer (Hula on Mars, Bats from Outer Space, Judy’s on the Stars). Kamikaze Records veröffentlichte mit Teenagers Love (2002), Hula on Mars (2007) und Invading The Summer (2020) drei Alben der Hawaiians.
Vor der Aufnahme des zweiten Longplayers verließ Hauptsänger und Gitarrist Beppo Hawaiian die Band und wurde durch Jens Dance Hawaiian an der Gitarre ersetzt. Den Hauptgesang übernahm Paul Hawaiian, der fortan im Stehen Schlagzeug spielte. Zwischen 2001 und 2009 spielten die Hawaiians zahlreiche Auftritte auf Festivals und in kleinen Clubs, unter anderem mit The Queers (USA) Groovie Ghoulies (USA), Travoltas (NL) oder auch Boppin’B. 2009 musste Paul Hawaiian aus gesundheitlichen Gründen alle weiteren Bandaktivitäten absagen, was dazu führte, dass die Band lange Zeit nicht mehr offiziell aktiv war, ohne sich jemals aufgelöst zu haben. Trotzdem komponierten die einzelnen Bandmitglieder nach wie vor neue Songs, nahmen Demos auf und begannen mit der Aufnahme eines neuen Albums. Im November 2017 waren die Hawaiians mit Hubble Bubble (15 Jahre nach der ersten Veröffentlichung des Liedes) in der 175. Folge der TV-Serie Hawaii Five-0 vertreten. 2018 wurde die Band in ursprünglicher Besetzung auch wieder auf der Bühne aktiver. Es folgten Konzerte mit Richie Ramone (USA), C. J. Ramone (USA), den Travoltas (NL/USA)., Beatnik Termites (USA) sowie Masked Intruder. Auf Einladung der Donots spielten die Hawaiians auf deren Jahresabschlusskonzert 2019.
Im Jahr 2020 veröffentlichte die Band auf dem Label Kamikaze Records ihr drittes Album Invading The Summer, für dessen Vertrieb Broken Silence gewonnen werden konnte. Zwei Jahre später folgte das vierte Album Pop Punk Vip, welches auf Last Exit Music erschien.

## Diskografie
Alben
- Teenagers love (2002; Kamikaze Records)
- Hula on mars (2007; Kamikaze Records)
- Invading The Summer (2020; Kamikaze Records)[10]
- Pop Punk Vip (2022; Last Exit Music)

Singles
- Four headed shark attack (2019; Kamikaze Records)